# Апостол (Вулґаріс)
Митрополит Апостол Вулґаріс (грец. Μητροπολίτης Απόστολος Βούλγαρης; 14 липня 1948, Волос, Греція) — єпископ Константинопольської православної церкви, митрополит Мілетський, іпертим та екзарх Іонії, ігумен Халкідикійського Анастасіївського ставропігійного монастиря, представник Константинопольського патріарха на горі Афон.

## Життєпис
Митрополит Апостол (у дівоцтві Вулгаріс) народився у Волосі в 1948 році, залишившись сиротою від свого батька з раннього дитинства.
У віці 13 років він вступив до Церковної школи Фармаколітрики Святої Анастасії та приєднався до монахів-випробувачів монастиря разом із навчанням у школі. Після закінчення церковної школи навчався в Левенському католицькому університеті. Він вивчав богослов'я в теологічній школі Університету Арістотеля в Салоніках.
4 серпня 1973 року прийняв чернецтво в  Анастасіївському монастирі в Халкідікі. 5 серпня митрополитом Верійським Павлом Янікопулосом був хіротонізований на ієродиякона.
8 вересня 1974 року єпископом Євменійським Апостолом Дімелісом був хіротонізований на ієромонаха.
У листопаді 1977 року зведений у сан архімандрита.
У 1984 закінчив богословський факультет Університету Аристотеля у Салоніках.
3 листопада 1985 року хіротонізований на титулярного єпископа Мілетського і призначений ігуменом ставропігійного Анастасіївського монастиря в Халкідікі.
15 січня 1990 року зведений у сан митрополита.
Призначений представником Константинопольського патріарха на Святій Горі Афон, користуючись також неофіційним титулом «єпископа Святої Гори» (Επισκόπου του Αγίου Όρους).